# Джафар Кули-хан Карачорлу
Джафар Кули-хан Карачорлу (азерб. Cəfərqulu xan Qaraçorlu; род. 1800 — ум. 1872) — полководец, генерал.

## Биография
Джафар Кули-хан родился в 1800 года в азербайджанской семье в одном из карадагских селений Иранского Азербайджана и был вторым сыном Рза-хана Карачорлу.
Джафар Кули-хан был командир отряда Карачорлинской кавалерии. В этом качестве он принимал участие в русско-персидской войне 1826—1828 годов.
В 1835 году Джафар Кули-хан принимал участие в военных действиях персидской армии под предводительством Сипахсалара против наместника Фарса Гусейна Али-мирзы, который отказался лично прибыть в Тегеран и подчиниться Мохаммед-шаху Каджару. Эта кампания завершилась удачно.
Летом 1837 года Мохаммед-шах Каджар решил положить конец гератскому разбойничьему государству и двинул свою армию на город, который считал персидским потому, что Герат входил в состав Персии во времена династии Сефевидов. Организовывать оборону города Камрану помогал английский разведчик лейтенант Элдред Поттинджер. Он проник в Герат 18 августа 1837 под видом мусульманского паломника, выкрасив кожу тёмной краской. В этой кампании Джафар Кули-хан командовал крупным отрядом карачорлинской конницы.
Первый бой у стен Герата произошёл 23 ноября 1837. В этом сражении Джафар Кули-хан и получил ранения.
1848 году мать Насир ад-дин-шаха Махд-и ‘Улйа (1805 — 1873 гг.) просила Джафар Кули-хана приехать в Тегеран, чтобы он помог молодому Насреддин-мирзу получить трон, после чего шах сделал его командующим эялета Фарс.